# Столбина Долина
Столбина Долина (укр. Стовбина Долина) — село,
Столбино-Долинский сельский совет,
Новосанжарский район,
Полтавская область,
Украина.
Код КОАТУУ — 5323486401. Население по переписи 2001 года составляло 397 человек.
Является административным центром Столбино-Долинского сельского совета, в который, кроме того, входят сёла
Грекопавловка,
Давыдовка и
Кобы.

## Географическое положение
Село Столбина Долина находится в 2-х км от правого берега реки Полузерка,
на расстоянии в 1 км от села Кобы.
По селу протекает пересыхающий ручей с запрудой.

## Объекты социальной сферы
- Столбино-Долинский УВК.

## Галерея

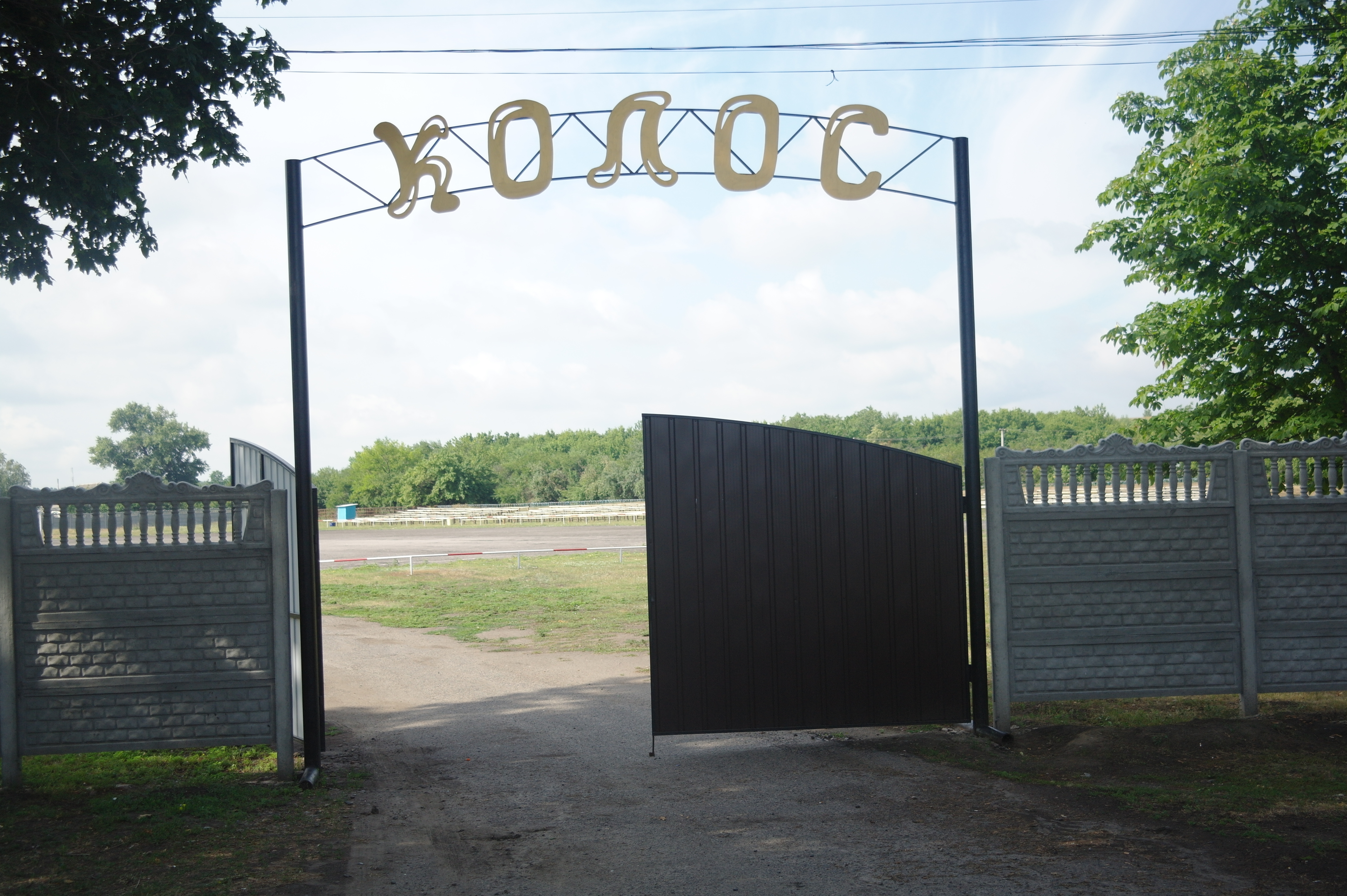
Вход на мотобольный стадион "Колос"
Мотобольный стадион "Колос"
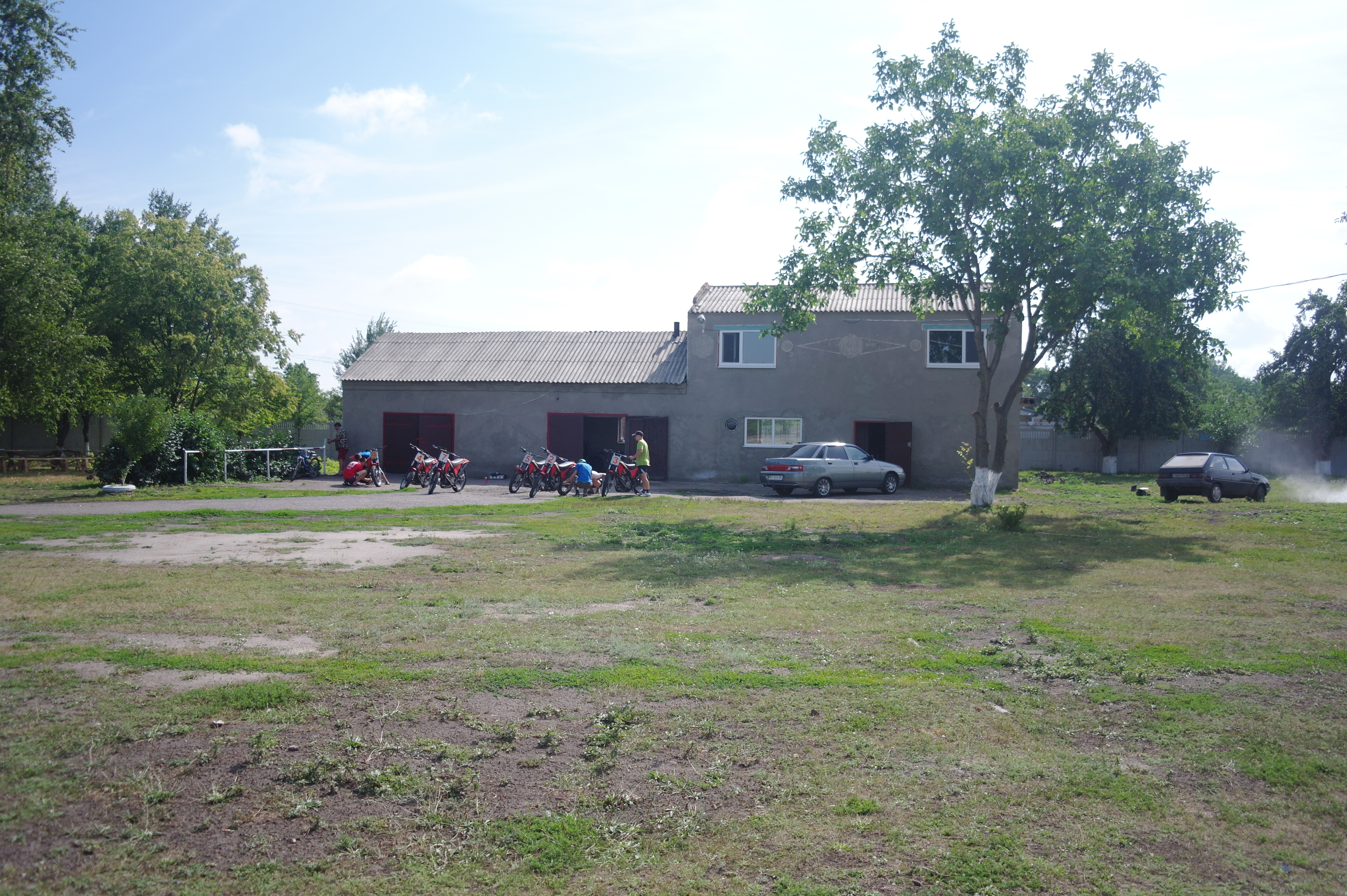
Мотобольная команда КОЛОС готовит оборудование к тренировке
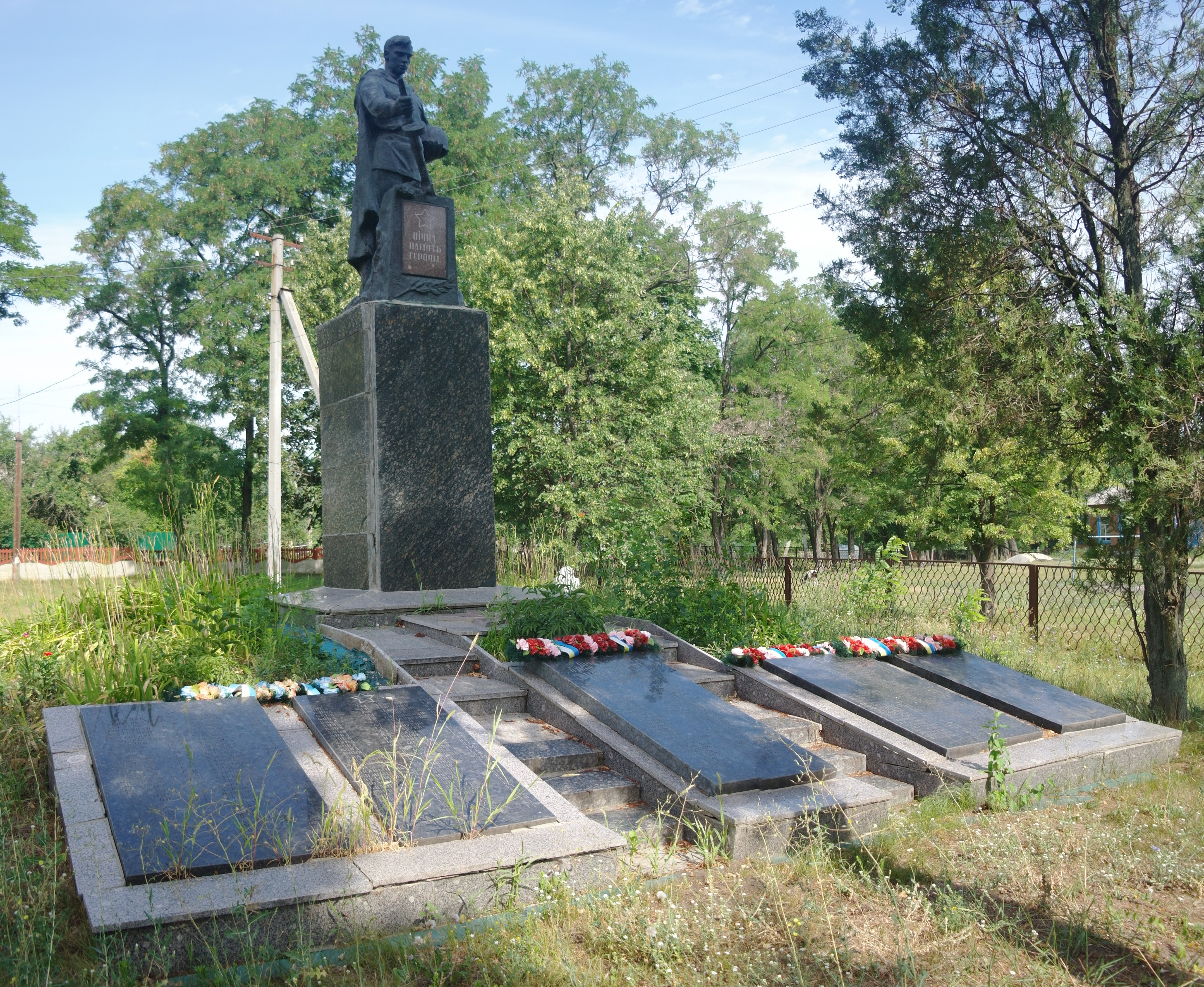
Памятник погибшим в ВОВ
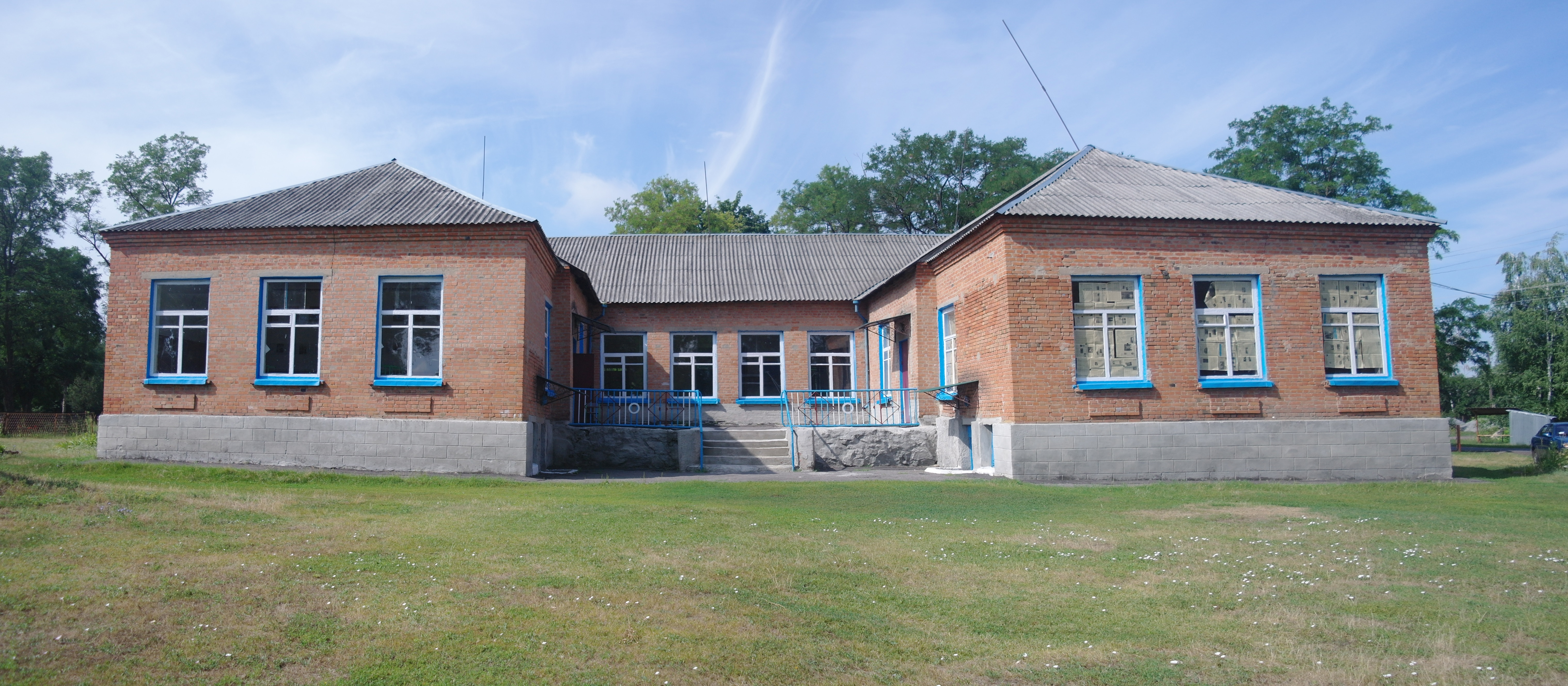
Школа І—ІІІ ступени
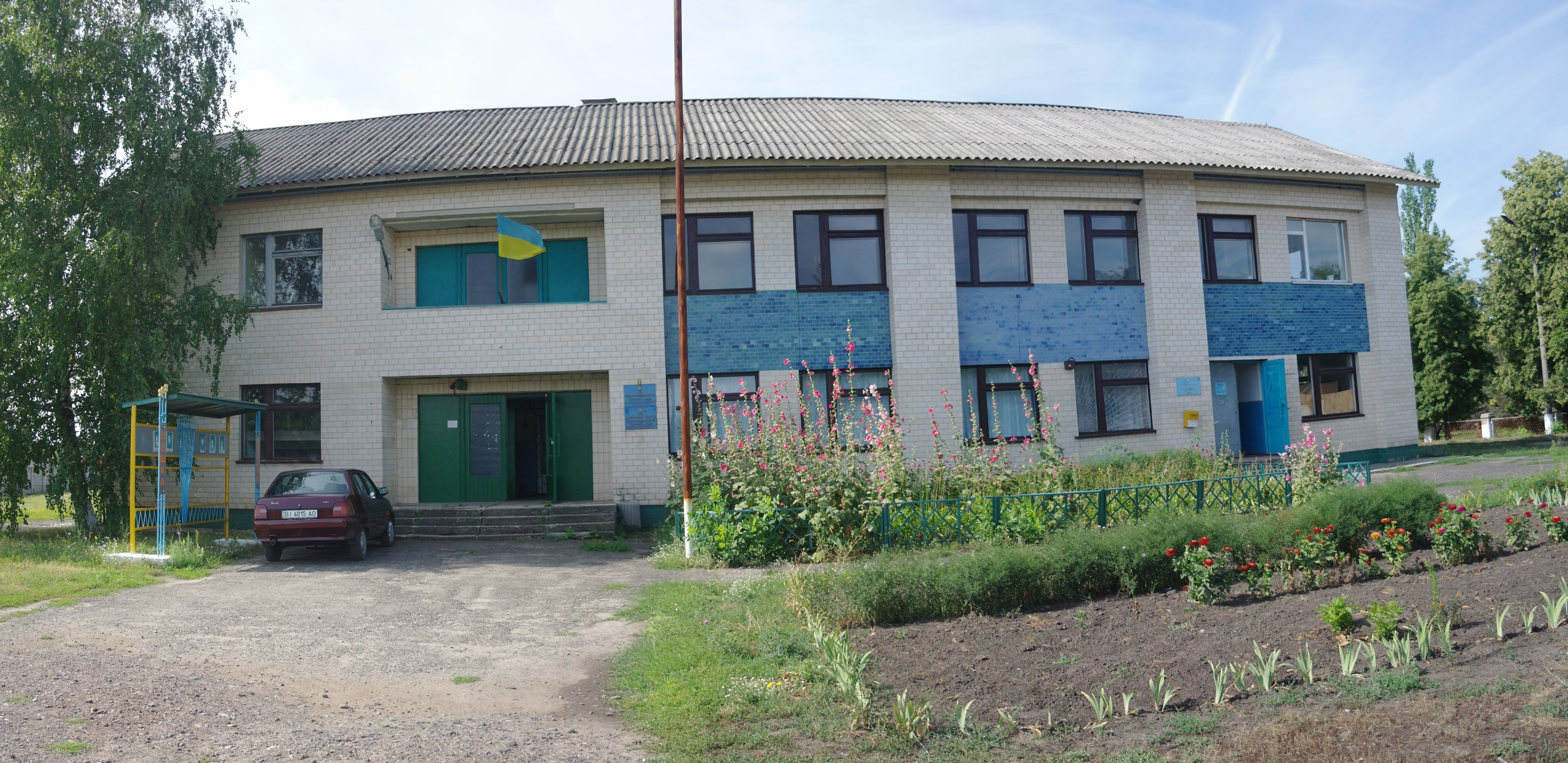
Сельская рада
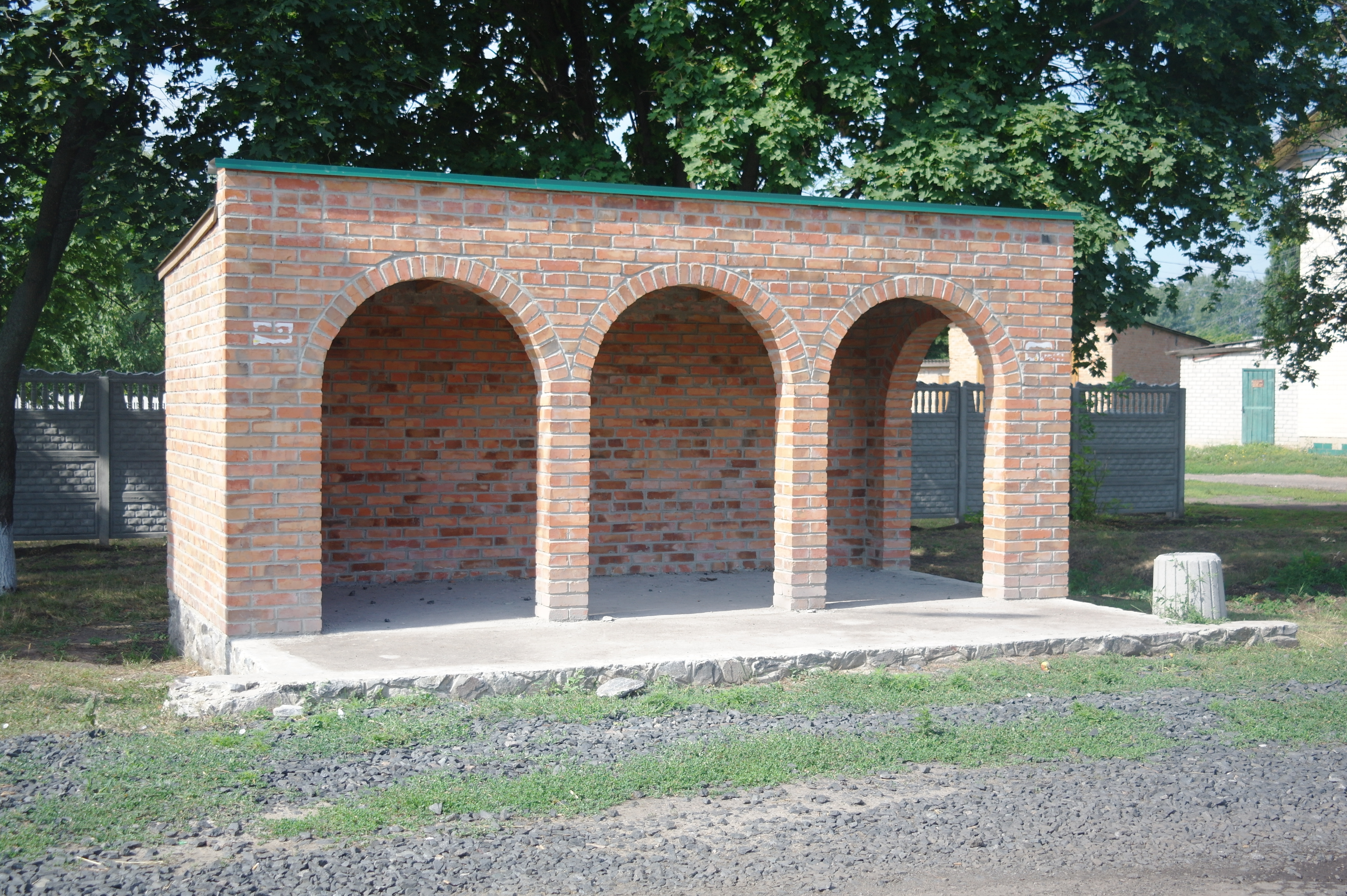
Остановка
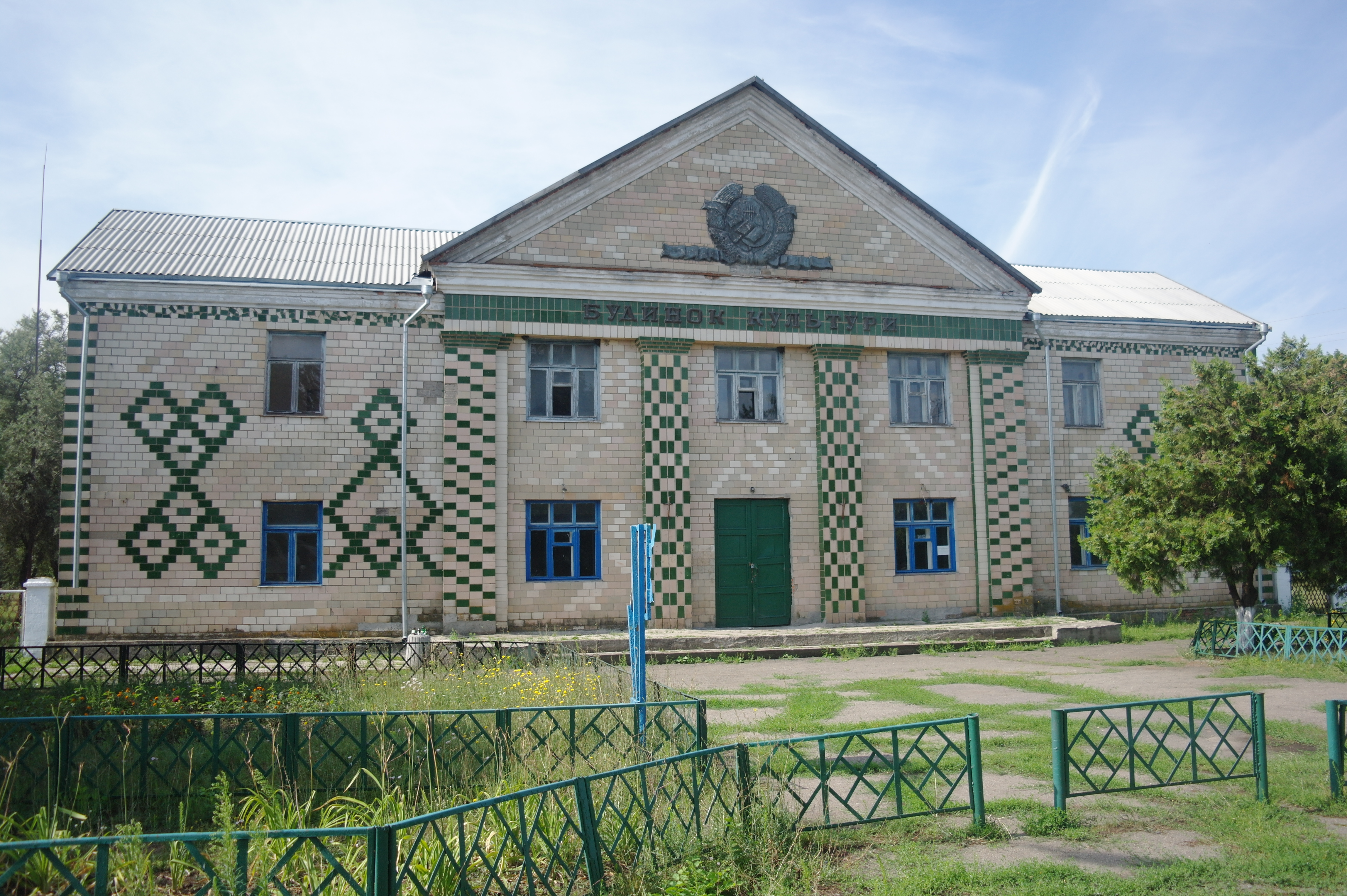
Дом культуры
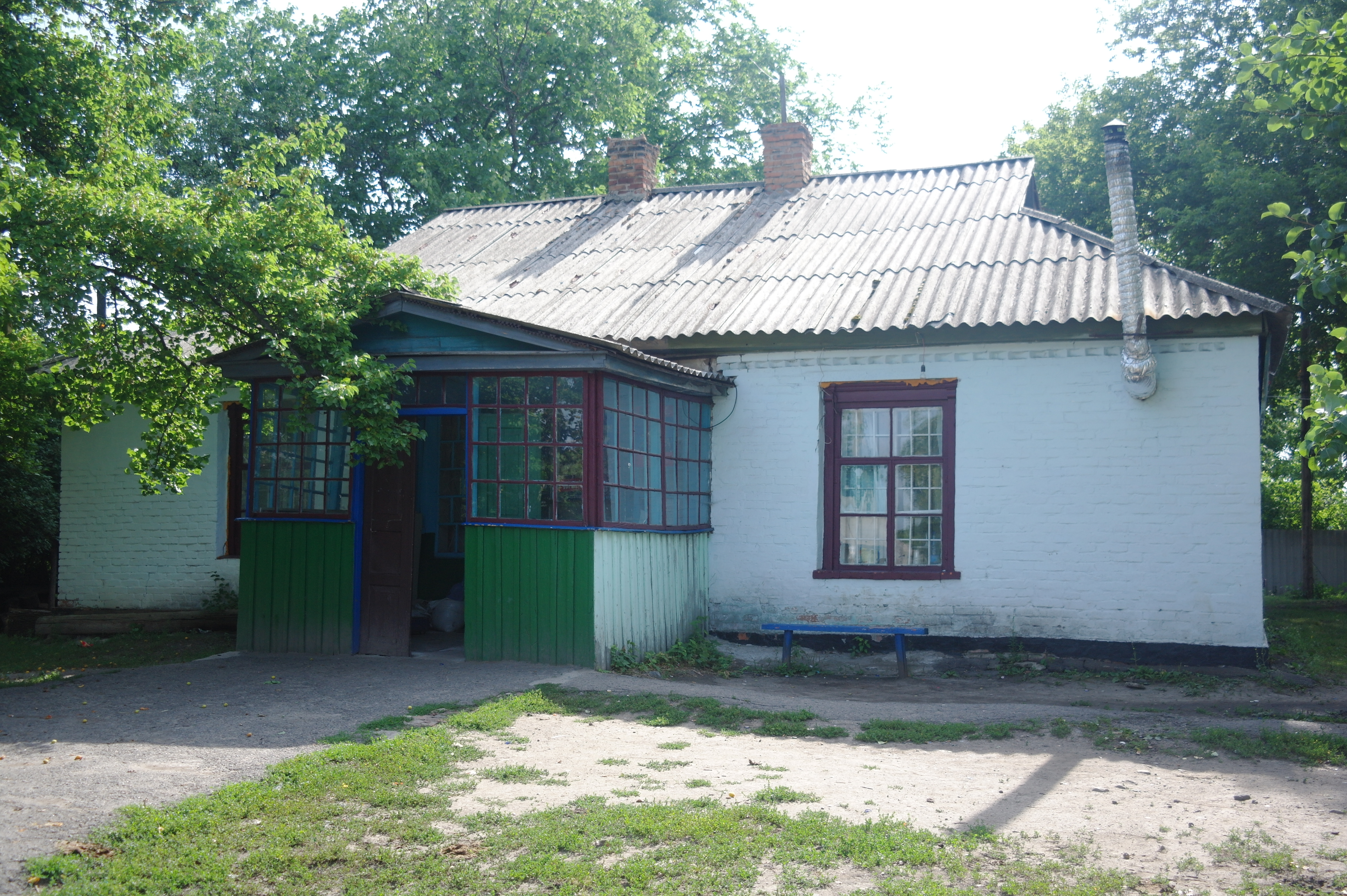
Магазин
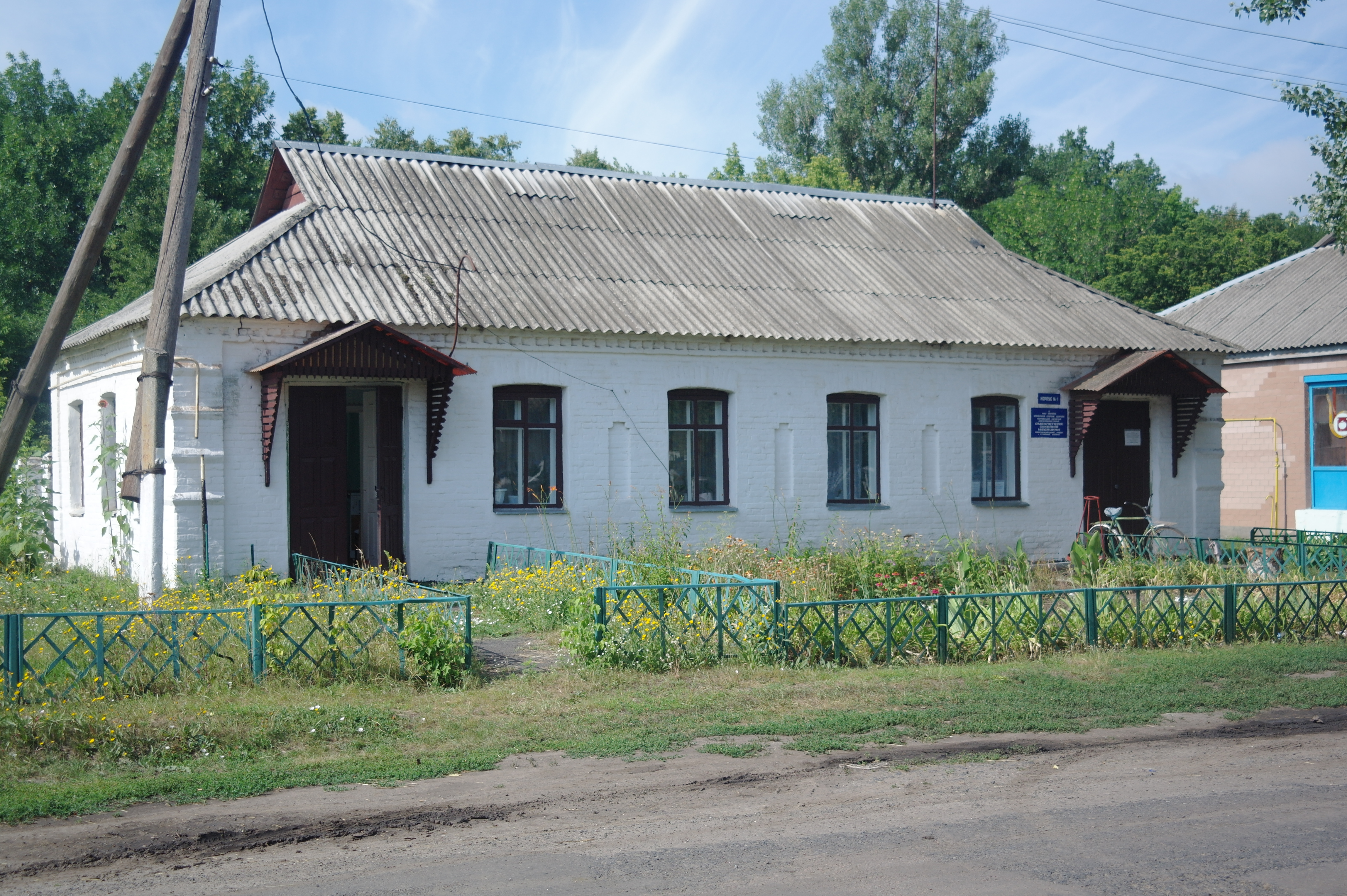
Амбулатория семейной медицины
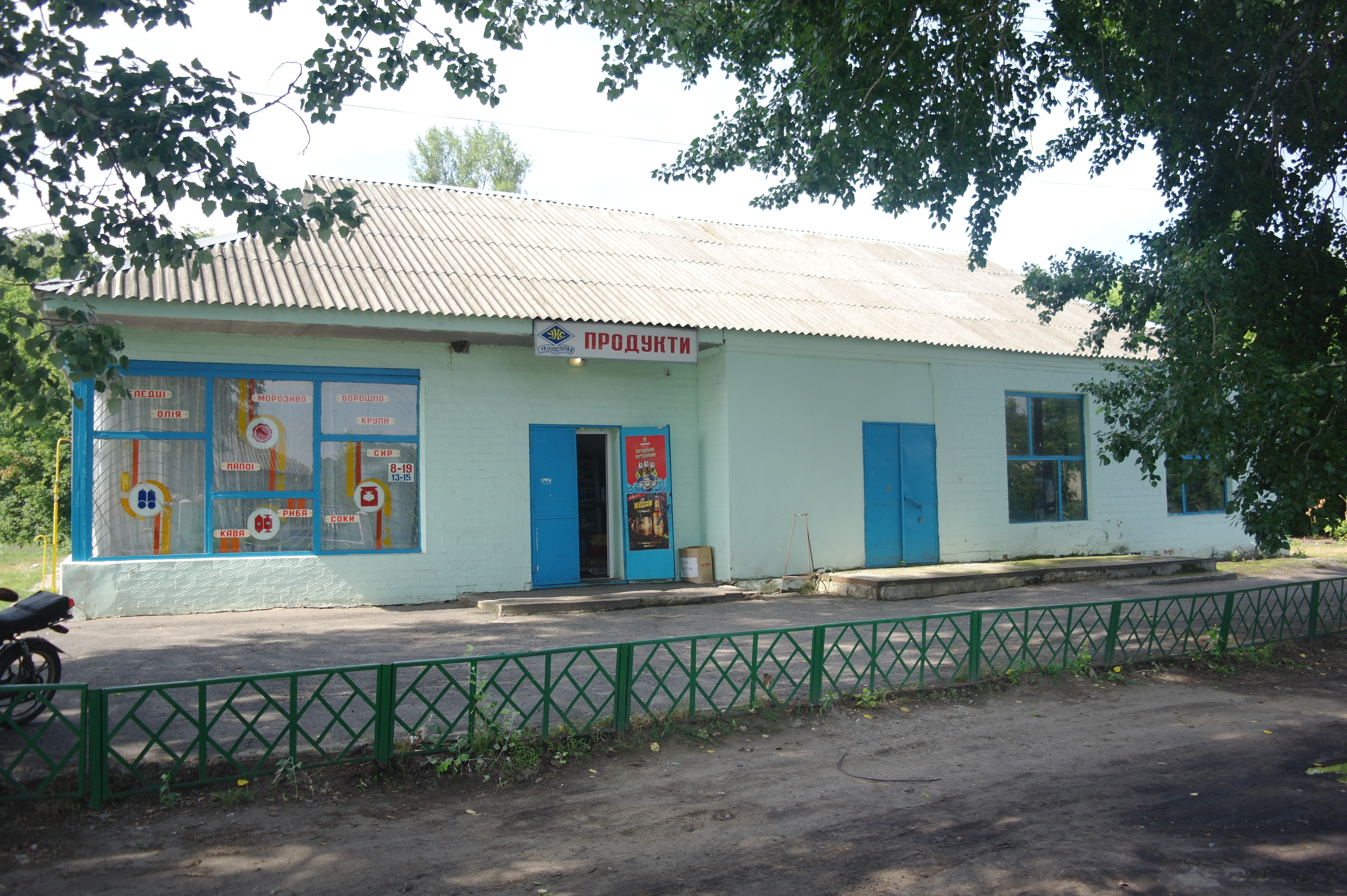
Магазин
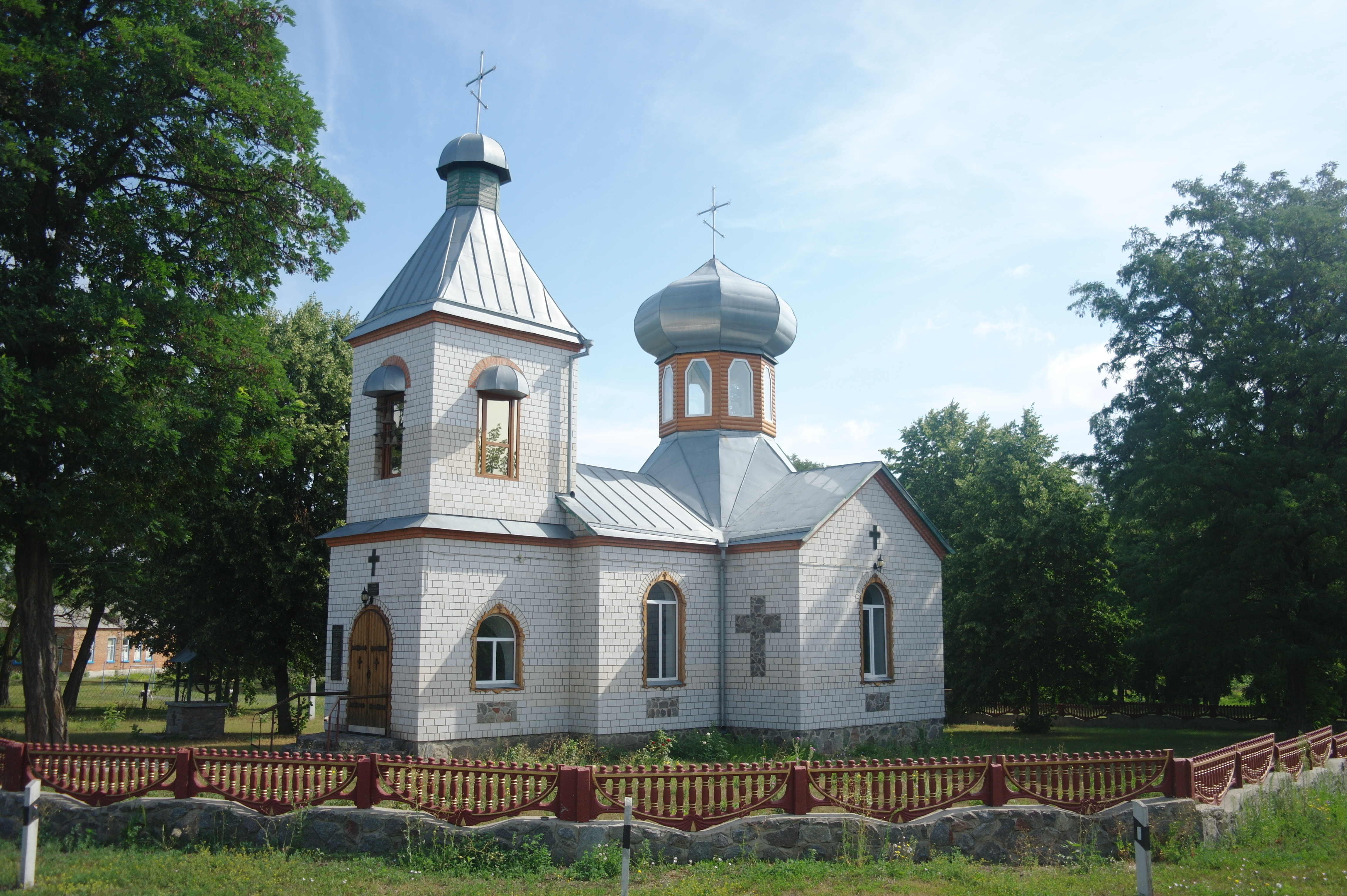
Церковь
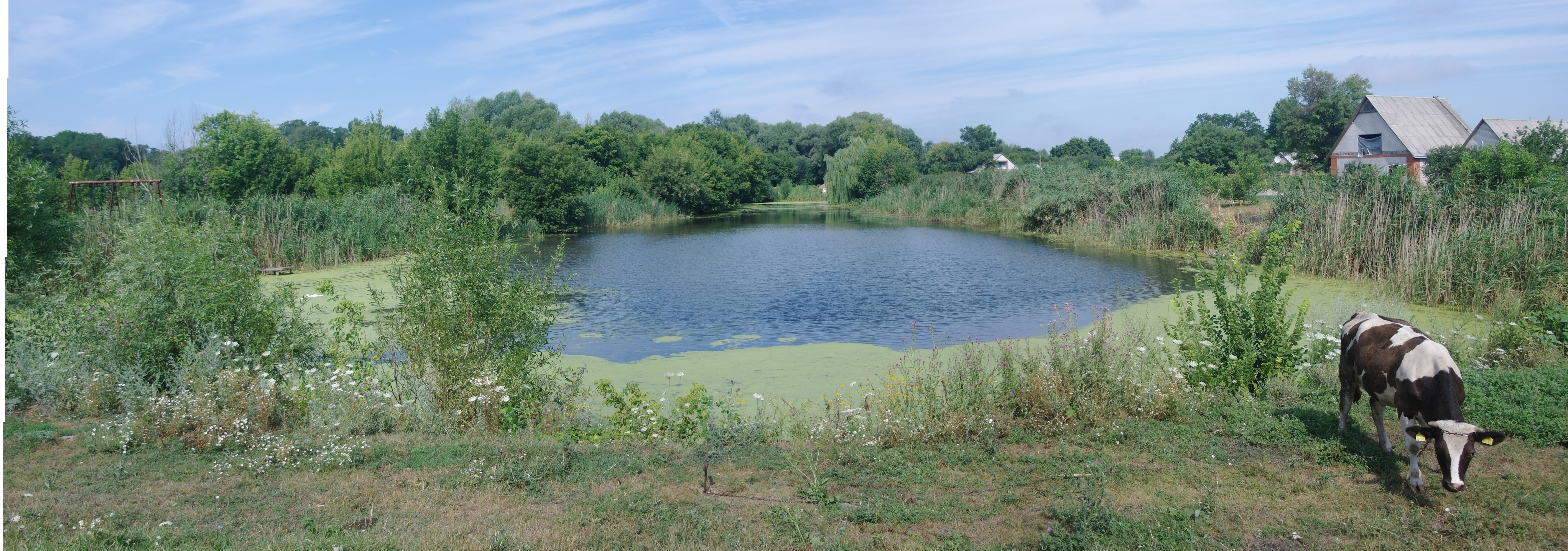
Пруд
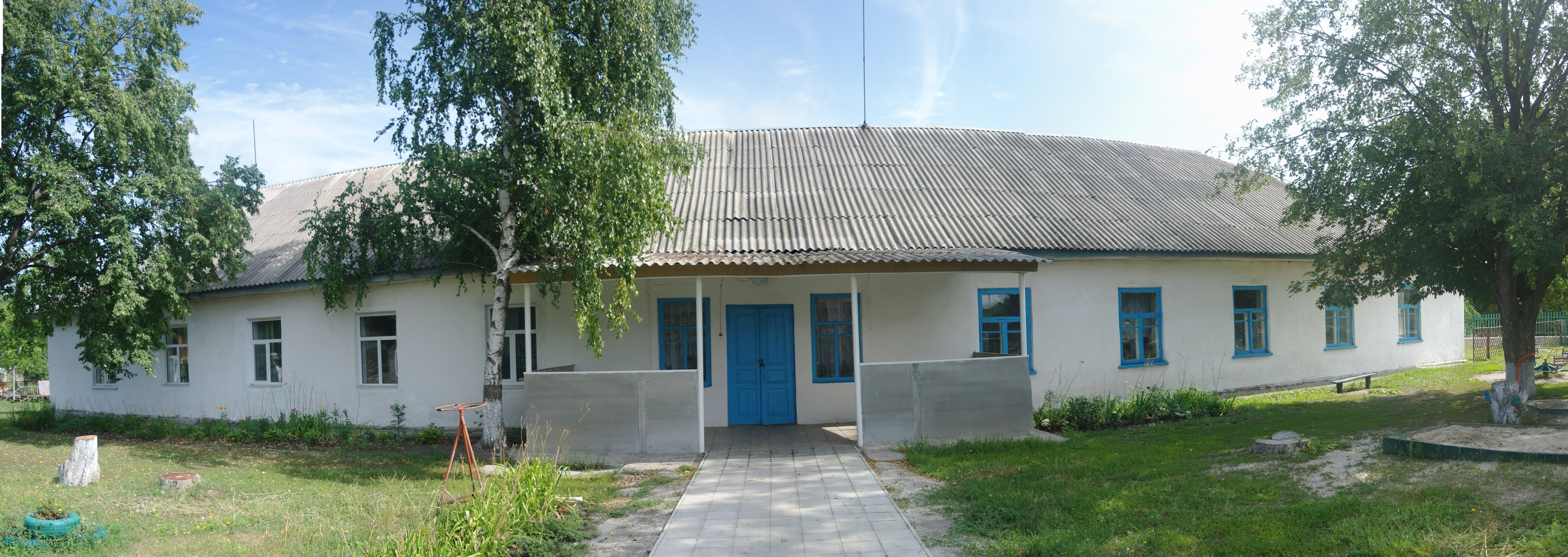
Детский сад